# گوشت‌خواران عصر یخبندان
گوشتخواران عصر یخبندان (انگلیسی: Carnivores Ice Age) یک بازی ویدئویی تک‌نفره شکار اول شخص برای سکو‌های ویندوز، آی‌اواس، اندروید و پلی‌استیشن همراه می‌باشد که توسط اکشن فورمز توسعه و ویزارورکس سافت‌ویر، اینفوگرمز نشر پیدا کرده است.